# 马利尼 (科多尔省)
马利尼（法語：Maligny，法語發音：[maliɲi]）是法国科多尔省的一个市镇，位于该省南部，属于博讷区。

## 地理
马利尼（47°5'7"N, 4°30'33"E）面积16.72 平方千米，位于法国勃艮第-弗朗什-孔泰大區科多尔省，该省份为法国中东部省份，北起奥布省，西接涅夫勒省和约讷省，南至索恩-卢瓦尔省，东南接汝拉省，东临上索恩省，东北部与上马恩省接壤。
与马利尼接壤的市镇（或旧市镇、城区）包括：圣普里莱萨尔奈、圣皮埃尔昂沃、维耶维、富瓦西、拉康什、马尼安。

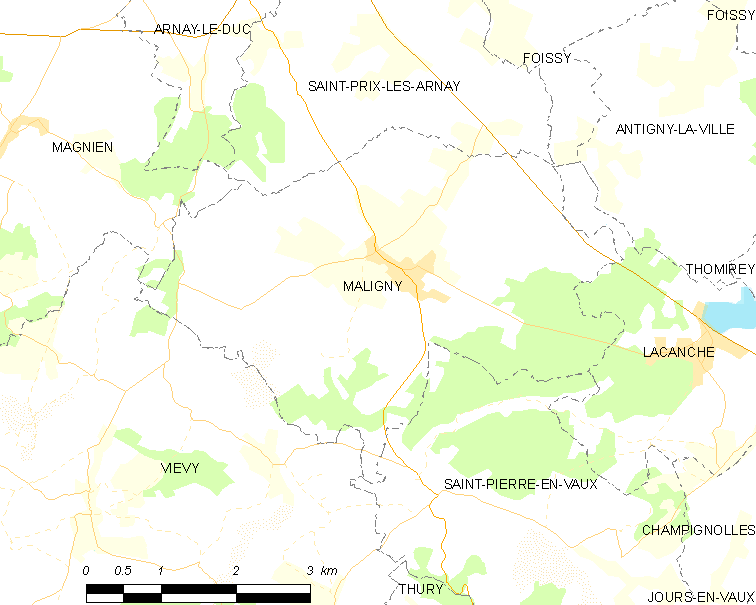
的OSM定位图

马利尼的时区为UTC+01:00、UTC+02:00（夏令时）。

## 行政
马利尼的邮政编码为21230，INSEE市镇编码为21374。

## 政治
马利尼所属的省级选区为阿尔奈勒迪克县。

## 人口

1962-2008年间人口变化图示

马利尼于2022年1月1日时的人口数量为175人。